# Mosqueroles
Mosqueroles es una entidad de población española del municipio de Fogás de Monclús, perteneciente a la provincia de Barcelona, en la comunidad autónoma de Cataluña.

## Toponimia
El lugar puede aparecer referido como «Mosqueroles» y «Muscarolas».

## Historia
Hacia mediados del siglo XIX, el lugar ya pertenecía al municipio de Fogás. Aparece descrito en el undécimo volumen del Diccionario geográfico-estadístico-histórico de España y sus posesiones de Ultramar de Pascual Madoz con las siguientes palabras:

MUSCAROLAS: l. que forma ayunt. con Fogas en la prov. aud. terr., c. g. de Barcelona (9 leg.), part. jud. de Granollers (4 1/2). sit. en la vertiente occidental de Monseny, á la altura de 1/4 de hora de su pie con buena ventilacion y clima sano; las enfermedades comunes son inflamaciones y fiebres intermitentes. Tiene 20 casas y una igl. parr., San Martin, servida por un cura de ingreso, de provision real y ordinaria. El térm. confina N. Monseny y la Costa; E. Arbucias y Gualva; S. el mismo y Campino; y O. San Estában de Palautordera; el terreno es de mediana calidad; comprende la cordillera de montes de Sta. Elena, poblada de pinos, castañas, encinas y alcornoques; en él se encuentra una fuente de aguas ferruginosas que se administra en algunas enfermedades con saludables resultados. Los caminos son locales. El correo se recibe de San Celoni por medio de balijero. prod. trigo, maiz, castañas y corcho; cria poco ganado y caza de conejos y perdices. pobl. y riqueza unida á Fogas. (V. el cuadro sinóptico.)
(Madoz, 1848, p. 785)

En 2023, la entidad singular de población tenía empadronados 152 habitantes y el núcleo de población, 72.